# 埃米特鎮區 (伊利諾伊州麥克多諾縣)
埃米特鎮區（英語：Emmet Township）是位於美國伊利諾伊州麥克多諾縣的一個行政鎮區。

## 地方資料
根據2010年美國人口普查的數據，埃米特鎮區的面積為83.80平方千米，當中陸地面積為83.80平方千米，而水域面積為0.00平方千米。當地共有人口1224人，而人口密度為每平方千米14.61人。